# SG Flensburg-Handewitt
SG Flensburg-Handewitt je združenje (GmbH & Co. KG), sestavljeno iz Flensburga (TSB Flensburg) in Handewitta (Handewitter SV) v deželi Schleswig-Holstein in ga od leta 1990 sestavljata rokometna oddelka društev Handewitter SV in TSB Flensburg.

## Zgodovina
Rokomet ima v Flensburgu in Handewittu dolgoletno tradicijo. Po ustanovitvi nemške državne rokometne lige leta 1966, se flensburškim društvom sprva ni uspelo za trajneje uveljaviti v ligi. Moštvo TSB Flensburg je leta 1980, že samo po enem letu izpadlo iz prve lige, SG Weiche-Handewitt (od leta 1976 združenje rokometnih oddelkov Handewitter SVja in ETSV Flensburg-Weiche) pa je po letu 1984 nenehno nihalo med višjo in nižjo ligo.
Leta 1990 sta se rokometna oddelka TSBja in Handewitter SVja združila v novi SG klub. ETSV Weiche se tej zvezi ni priključil. 
V naslednjem letu je SGju uspela sezona, v kateri niso izgubili niti ene točke in se s tem tudi uvrstili v prvo državno rokometno ligo. Prva sezona se je končala z razočaranjem in ligaškim padcem. Zaradi stečaja kluba TSV Milbertshofen pa je lahko SG vendarle ostal v ligi. Poleg tega se je zaradi stečaja kluba TSV Milbertshofen in posledično poteka pogodbe k Flensburgu vrnil tudi vratar Jan Holpert. Med sezono je trenerja Zvonimirja Serdarušića zamenjal Anders Dahl Nielsen, pod vodstvom katerega se je SG razvil v vrhunsko moštvo, v prihodnji sezoni pa zasedlo četrto mesto. Od takrat naprej je do vključno sezone 2007/2008 SG vedno zasedel eno izmed prvih štirih mest na rokometni lestvici. 
Zaradi štirikratne osvojitve 2. mesta v zaključnih bojih si je SG v drugi polovici 90. let pridobil sloves »večnega drugouvrščenega«. Tega se je lahko deloma znebil z osvojitvijo nemškega pokala (DHB-Pokal) leta 2003. V naslednjih letih so še večkrat osvojili naslov prvaka. SG je od leta 2003 do 2005 pokal DHB osvojil kar trikrat zapovrstjo, leta 2004 postal nemški državni prvak, igral v finalu lige prvakov 2004 (SG je takrat pred svojo domačo publiko v finalu premagal tudi kasnejšega zmagovalca lige prvakov RK Celje, pozneje pa v gosteh doživel poraz) in v sezoni 2004/2005 dosegel najboljši točkovni rezultat v zgodovini kluba – kar pa je ponovno zadoščalo le za drugo mesto, za prvakom THW Kiel.

## Dvorane

### Dvorana Viking
Dvorano Viking so zgradili leta 1975 v mestu Handewitt in jo leta 1985 razširili na sedanjo velikost 2000 sedišč in stojišč. Zadnja tekma državne lige je bila v Handewittu leta 1995. Dvorano Viking uporabljajo danes mlajše selekcije SGja ter šolarji osnovne šole in šole s prilagojenim učnim programom Handewitt. Poleg tega je dvorana Viking tudi domača dvorana 2. moške ekipe SG Flensburga, ki trenutno igra v 3. državni ligi. 

### Dvorana Förde
Flensburška dvorana Förde premore kapaciteto 3500 gledalcev. Aktivno je bila v uporabi od leta 1991 do novembra 2001. 

### Flens-Arena
Od 2. decembra 2001 je glavna domača dvorana moštva SG Flensburg-Handewitt v Flensburgu tako imenovana Flens-Arena (do novembra 2012 imenovana Campushalle). Gledalcem nudi 6500 mest, med drugim tudi 1500 na največjem stojišču nemške državne rokometne lige. 
Domača komentatorja tekem sta Michael »Holzi« Holst in Volker Mittmann. 

## Največji uspehi
- državni prvaki 2004
- DHB- pokalni zmagovalci 2003, 2004 in 2005
- finalisti lige prvakov leta 2004 in 2007
- pokal pokalnih zmagovalcev 2001 in 2012
- zmagovalci Supercupa 2000
- zmagovalci mestnega pokala 1999
- pokalni zmagovalci evropske rokometne zveze 1997
- nemški podprvaki leta 1996, 1997, 1999, 2000, 2003, 2005, 2006 in 2008
- napredovanje v 1. ligo leta 1992 (kot SG Flensburg-Handewitt, s 52:0 točkami v 2. državni ligi),  1989  in 1985 leta (vsakič kot SG Weiche-Handewitt) kot tudi leta 1980 (kot TSB Flensburg)

## Aktualna ekipa
| Št. | Državljanstvo | Ime                | Igralno mesto   | Datum rojstva | Pogodba do |
| --- | ------------- | ------------------ | --------------- | ------------- | ---------- |
| 1   | Sweden        | Mattias Andersson  | vratar          | 29.03.1978    | 2013       |
| 16  | Denmark       | Sørenn Rasmussen   | vratar          | 12.08.1976    | 2014       |
| 2   | Germany       | Lars Bastian       | desno krilo     | 20.07.1986    | 2012       |
| 3   | Sweden        | Tobias Karlsson    | levi zunanji    | 04.06.1981    | 2014       |
| 7   | Denmark       | Anders Eggert      | levo krilo      | 14.05.1982    | 2014       |
| 9   | Germany       | Holger Glandorf    | desni zunanji   | 30.03.1983    | 2014       |
| 10  | Denmark       | Thomas Mogensen    | zunanji igralec | 30.01.1983    | 2015       |
| 11  | Denmark       | Lasse Svan Hansen  | desno krilo     | 31.08.1983    | 2015       |
| 17  | Serbia        | Petar Đorđić       | levi zunanji    | 17.09.1990    | 2013       |
| 18  | Hungary       | Tamás Mocsai       | desni zunanji   | 09.12.1978    | 2012       |
| 21  | Germany       | Jacob Heinl        | krožni igralec  | 03.10.1986    | 2013       |
| 23  | Austria       | Viktor Szilágyi    | center          | 16.09.1978    | 2012       |
| 28  | Germany       | Lars Kaufmann      | levi zunanji    | 25.02.1982    | 2015       |
| 77  | Denmark       | Michael V. Knudsen | krožni igralec  | 04.09.1978    | 2013       |

### Odhodi 2012/13
- Lars Bastian (SV Henstedt-Ulzburg)
- Viktor Szilágyi (Bergischer HC)
- Tamás Mocsai (TSV Hannover-Burgdorf)

### Prihodi 2012/13
- Steffen Weinhold (TV Großwallstadt)
- Maik Machulla (ASV Hamm-Westfalen)
- Arnór Atlason (AG Kopenhagen)
- Morten Dibbert (2. moštvo)
- Malte Voigt (eigene Jugend)
- Florian von Gruchalla (SV Post Schwerin)
- Ólafur Gústafsson (FH Hafnarfjörður)

## Nekdanji znani igralci
| - Frank von Behren - Christian Berge - Joachim Boldsen - Lars Christiansen - Jan Fegter - Matthias Hahn - Christian Hjermind - Jan Holpert - Lars Krogh Jeppesen - Jan Eiberg Jørgensen | - Andrej Klimovets - Blaženko Lacković - Jan Thomas Lauritzen - Marcin Lijewski - Holger Schneider - Glenn Solberg - Torge Johannsen - Thorsten Storm - Søren Stryger - Ljubomir Vranjes - Johnny Jensen |